# Chlorophorus lituratus
Chlorophorus lituratus là một loài bọ cánh cứng trong họ Cerambycidae.